# Hemirrhagus perezmilesi
Hemirrhagus perezmilesi is een spinnensoort in de taxonomische indeling van de vogelspinnen (Theraphosidae).
Het dier behoort tot het geslacht Hemirrhagus. De wetenschappelijke naam van de soort werd voor het eerst geldig gepubliceerd in 2010 door García-Villafuerte en Locht.